# Natalis Rondot
Cyr-François-Natalis Rondot, né le 23 mars 1821 à Saint-Quentin et mort le 26 août 1900  à Lyon, est un économiste et un historien de l'art français, numismate, chargé de plusieurs missions officielles à l'étranger, attaché à l'ambassade de Chine. Il étudie l'art et les artistes du XIIe au XVIIe siècle, notamment peintres, peintres-verriers, graveurs, orfèvres, fondeurs de médailles, céramistes, faïenciers, potiers, relieurs, imprimeurs

## Biographie
Il est fils de Cyr Rondot, négociant en tissus puis administrateur à la Banque de France. Après des études secondaires, il suit des cours à l'université à Paris, puis commence une carrière industrielle à Reims. Il est délégué par la chambre de commerce de Reims pour participer en 1843 à une mission extraordinaire, pour négocier des traités de commerce, en Chine, poursuivie en Inde, Indochine, Malaisie et Afrique, d'une durée de près de trois ans. À son retour, il est nommé chevalier de la Légion d'Honneur, à vingt-cinq ans. En 1847, il effectue une mission pour l’industrie de la laine en Russie et Belgique. Il est représentant pendant trente ans de la chambre de commerce de Lyon à Paris.  
Il contribue activement au développement de l'industrie de la soie à Lyon dans les années 1850. Il travaille d'abord avec la maison Desgrand père & fils et épouse Sophie Bizot, sœur du gendre de Paul Desgrand, en 1854. Malgré ces liens, s'estimant trop peu payé, Natalis Rondot quitte l'entreprise Desgrand et passe à la concurrence, participant à l'essor d'autres maisons lyonnaises.  
Il participe à l’Exposition universelle de Londres (1851) ainsi qu’à celles de Paris en 1855, 1867, 1878, 1889 et Vienne en 1873. Il inaugure le musée d’Art et d’Industrie de Lyon, ancêtre du musée des Tissus et des Arts décoratifs en 1864. 
Après avoir mis un terme à sa carrière d’industriel en 1869, il se consacre aux études concernant l’art et les artistes. Il a rédigé un nombre considérable d'ouvrages, d'articles et de notices.
Il était membre correspondant de l’Académie des beaux-arts, de la Société académique des sciences, arts, belles-lettres, agriculture et industrie de Saint-Quentin, du Comité des travaux historiques et scientifiques, Commandeur de la Légion d'honneur, et président d'un Jury lors de l'Exposition universelle de Paris de 1889,

## Publications
- Étude pratique des tissus de laine convenables pour la Chine, le Japon, la Cochinchine et l'Archipel indien (1845)
- Valeurs officielles. France. Belgique. Angleterre (1849)
- Histoire et statistique des théâtres de Paris (1852)
- Objets de parure, de fantaisie et de goût (1855)
- Les Valeurs de douane officielles et actuelles en France, en Angleterre et en Belgique (1858)
- Notice du vert de Chine et de la teinture en vert chez les chinois (1858)
- Musée d'art et d'industrie (1859)
- Le titrage de la soie (1859)
- Le Commerce et l'Industrie de la Soie (1863)
- Généalogie des Rondot de Troyes (1964)
- L'enseignement nécessaire à l'industrie de la soie: écoles et musées (1877)
- Les graveurs du nom de Mouterde et le monnayage du métal de cloche pur a Lyon (1880)
- Les Artistes et les maîtres de métier de Lyon au XIVe siècle (1882)
- Jean Marende et la médaille de Philibert le Beau et de Marguerite d'Autriche: par M. Natalis Rondot (1883)
- Les sculpteurs de Lyon, du quatorzième au dix-huitième siècle (1884)
- La médaille d'Anne de Bretagne et ses auteurs Louis Lepère, Nicolas de Florence et Jean Lepère. 1494 (1885)
- Saint-Jean, le peintre de fleurs aux expositions universelles en 1851 et en 1855 (1885)
- Jacob Richier, sculpteur et médailleur (1608-1641) (1885)
- L'art de la soie: Les soies, Volume 2 (1887)
- Les sculpteurs de Troyes au XIVe et au XVe siècle (1887)
- Essai sur les propriétés physiques de la soie (1887)
- Nicolas Bidau, sculpteur et médailleur à Lyon (1622-1692) (1887)
- Jacques Gauvain, orfèvre, graveur et médailleur à Lyon, au XVIe siècle (1887)
- Lalyame, Hendricy et Mimerel, sculpteurs et médailleurs à Lyon, au XVIIe siècle (1888)
- Les orfèvres de Lyon du XIVe au XVIIIe siècle (1888)
- Les peintres de Lyon du XIVe au XVIIIe siècle, Paris, Typographie E. Plon, Nourrit et Cie, 1888 (lire en ligne)
- Jacques Morel: sculpteur lyonnais, 1417-1459 (1889)
- L'art du bois à Lyon au quinzième et au seizième siècle (1889)
- Les Maîtres particuliers de la monnaie de Lyon (1889)
- La céramique lyonnaise du quatorzième au dix-huitième siècle (1889)
- La Monnaie de Vimy ou de Neuville, dans le Lyonnais (1890)
- Les Protestants à Lyon au XVIIe siècle (1891)
- Les potiers de terre italiens à Lyon au seizième siècle (1892)
- Jéronyme Henry, orfèvre et médailleur à Lyon (1503-1538) (1892)
- Les Orfèvres de Troyes du XIIe au XVIIIe siècle (1892)
- Cartes d'adresse et étiquettes: à Lyon au XVIIe et au XVIIIe siècle (1894)
- Le Diamètre des médailles coulées (1895)
- Les Faïenciers italiens à Lyon au XVIe siècle (1895)
- Les graveurs d'estampes sur cuivre à Lyon, au XVII siecle (1896)
- Les relieurs de livres à Lyon du XIVe au XVIIe siècle (1896)
- Les graveurs sur bois et les imprimeurs à Lyon au XVe siècle (1896)
- L'Ancien régime du travail à Lyon (du XIVe au XVIIe siècle) (1897)
- Graveurs sur bois à Lyon au seizième siècle (1897)
- Bernard Salomon: peintre et tailleur d'histoire à Lyon, au XVIe siècle (1897)
- Les Thurneysen, graveurs d'estampes lyonnais au XVIIe siècle (1899)
- Peintres de Lyon: un peintre lyonnais Claude Guinet de la fin du XVe siècle, Bernoux et Cumin, (1900), 59 p.
- Pierre Eskrich, peintre et tailleur d'histoires à Lyon au XVIe siècle (1901)
- L'art et les artistes à Lyon du XIVe au XVIIIe siècle (1902)
- Excursion en Champagne, 1839 (1903)
- Les médailleurs et les graveurs de monnaies: jetons et médailles en France ... (1904)
- Notice sur le métier à tisser le jông et le hŏ
- Monnaies ou moyens d'échanges en usage dans l'Archipel de Soulou, Malaisie
- Note sur l'infanticide en Chine

## Sources
- Henriette Pommier, « Rondot, Natalis », Dictionnaire critique des historiens d'art, Institut national d'histoire de l'art, 22 septembre 2009 (consulté le 26 décembre 2013)
- Léon Galle, Natalis Rondot, sa vie et ses travaux, Lyon, Bernoux, Cumin et Masson, 1902, 78 p. (lire en ligne)
- Charles Coquelin, Gilbert-Urbain Guillaumin, Dictionnaire de l'économie politique, Volume 2, 1834
- Gérard Fontaines, La culture du voyage à Lyon de 1820 à 1930, 2003
- François Pouillon, Dictionnaire des orientalistes de langue française, 2008
- Jean-François Klein, Soyeux en mer de Chine. Stratégies des réseaux lyonnais en Extrême-Orient (1843-1906), Thèse d'Histoire contemporaine, tapuscrit, sous la dir. de Claude Prudhomme, Université Lyon-2, 2002, 1 1200 p.
- Klein Jean-François, « Natalis Rondot (1821-1900). Un « technologue » libéral de la laine au service des Soyeux », dans René Favier, Gérard Gayot, Jean-François Klein, Didier Terrier et Denis Woronoff (dir.), Tisser l’Histoire. Entrepreneurs et usines textiles, XVIIIe – XIXe siècles. Mélanges offerts à Serge Chassagne, Valenciennes, Presses Universitaires de Valenciennes, 2009, 405 p., p. 207-220.
- Henri Jadart, préface à Excursion en Champagne, tiré à part, éd. de l'académie, 1903.